# 2013년 월드 베이스볼 클래식 선수 명단
2013년 월드 베이스볼 클래식 선수 명단은 다음과 같다.